# Le Lac des ténèbres
Le Lac des ténèbres  — The Lake of Darkness dans l'édition originale britannique — est un roman policier publié par Ruth Rendell en 1980.

## Résumé
Jeune comptable menant la vie un peu terne d'un célibataire à l'aise, Martin Urban se laisse convaincre de la pimenter en pariant sur les résultats de matches de football. De façon inattendue, quelques semaines plus tard, il remporte une fortune, 104 754 livres 46 pence, mais décide d'en donner la moitié au profit de pauvres gens mal logés. 
Sur ces entrefaites, Francesca, une mystérieuse jeune femme, entre dans la vie du comptable et le rend éperdu d’amour. Elle ne saisit pas les motivations du geste généreux de Martin. De même, Finn, le fils déséquilibré de la femme de ménage de sa mère, développe un rancœur à l'égard de la générosité du gagnant. Dans sa folie macabre, il cherche à contrer les bonnes intentions de Martin qui se trouve bientôt lié au destin sordide du jeune homme et à ses conséquences tragiques.

## Particularités du roman
Le titre du roman est tiré d'un passage du Roi Lear de William Shakespeare : « Frateretto m'appelle et me dit : Nero est un pêcheur dans le lac des ténèbres. Priez, innocent, et méfiez-vous du malin ».

## Honneurs
Le Lac des ténèbres remporte en 1981 le Arts Council National Book Award dans la catégorie fiction.

## Éditions
Édition originale en anglais
- (en) Ruth Rendell, The Lake of Darkness, Londres, Hutchinson, 1980 (OCLC 15591919) - édition britannique

Éditions françaises
- (fr) Ruth Rendell (auteur) et Marie-Louise Navarro (traducteur) (trad. de l'anglais), Le Lac des ténèbres [« The Lake of Darkness »], Paris, Librairie des Champs-Élysées, coll. « Le Masque no 1649 », 1981, 221 p. (ISBN 2-7024-1243-2, BNF 34660653)
- (fr) Ruth Rendell (auteur) et Marie-Louise Navarro (traducteur), Le Lac des ténèbres [« The Lake of Darkness »], Paris, Librairie générale française, coll. « Le Livre de poche no 6190 », 1986, 221 p. (ISBN 2-253-03892-X, BNF 34916322)
- (fr) Ruth Rendell (auteur) et Marie-Louise Navarro (traducteur) (trad. de l'anglais), Le Lac des ténèbres [« The Lake of Darkness »], Paris, Librairie des Champs-Élysées, coll. « Club des Masques no 602 », 1991, 221 p. (ISBN 2-7024-2146-6, BNF 35463637)
- (fr) Ruth Rendell (auteur) et Pascal Loubet (traducteur) (trad. de l'anglais), Le Lac des ténèbres [« The Lake of Darkness »], Paris, Éditions du Masque, coll. « dans Ruth Rendell : 4. Les années 1976-1984. », 1997, 1111 p. (ISBN 2-7024-2672-7, BNF 36170779)
- (fr) Ruth Rendell (auteur) et Pascal Loubet (traducteur), Le Lac des ténèbres [« The Lake of Darkness »], Paris, Éditions du Masque, coll. « Le Masque no 1649 », 2003, 279 p. (ISBN 2-7024-3141-0)

## Adaptation
- 1988 : Dead Lucky, épisode 2, saison 4 de la série télévisée britannique Screen Two, réalisé par Barbara Rennie, avec Nicholas Farrell dans le rôle de Martin Urban